# 埃沙拉 (夏朗德省)
埃沙拉（法語：Échallat，法語發音：[eʃala]）是法国夏朗德省的一个市镇，属于昂古莱姆区。

## 地理
埃沙拉（45°43'23"N, 0°2'26"W）面积15.14 平方千米，位于法国新阿基坦大区夏朗德省，该省份为法国西部内陆省份，北起德塞夫勒省和维埃纳省，东临上维埃纳省，东南至多尔多涅省，南至多爾多涅省，西接滨海夏朗德省。
与埃沙拉接壤的市镇（或旧市镇、城区）包括：杜扎、弗勒拉克、梅里尼亚克、圣阿芒德努埃尔、圣西巴尔多、沃鲁亚克。

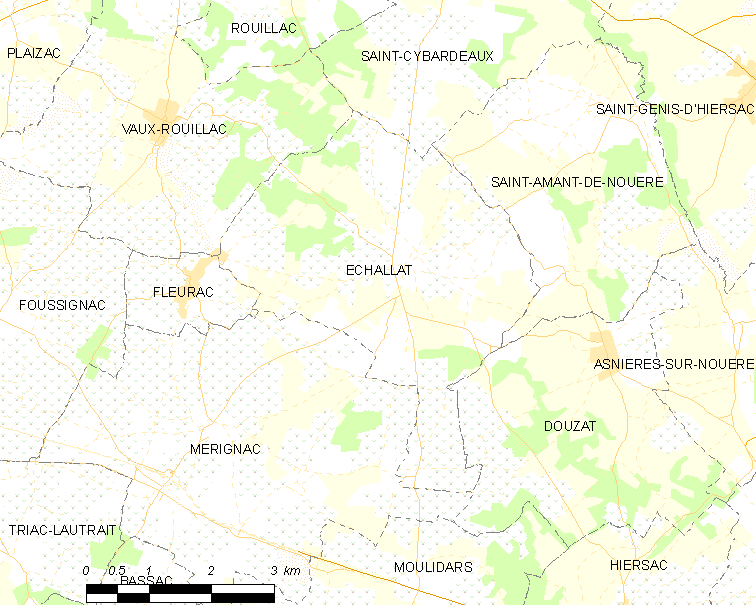
的OSM定位图

埃沙拉的时区为UTC+01:00、UTC+02:00（夏令时）。

## 行政
埃沙拉的邮政编码为16170，INSEE市镇编码为16123。

## 政治
埃沙拉所属的省级选区为努埃尔河谷县。

## 人口

1962-2008年间人口变化图示

埃沙拉于2022年1月1日时的人口数量为481人。